# Матрица ротације
Матрица ротације у линеарној алгебри представља матрицу ротација у Еуклидовом простору.  Нпр. матрица ротације тачака за угао θ око исходишта (односно ротација координатног система за угао -θ око координатног почетка) у xy-картезијевом простору супротно кретању казаљке на сату  дата је са:
{\displaystyle R={\begin{bmatrix}\cos \theta &-\sin \theta \\\sin \theta &\cos \theta \\\end{bmatrix}}}
Матрице ротације су ортогоналне матрице са детерминантом једнаком јединици.
{\displaystyle R^{T}=R^{-1},\det R=1\,}.
Скуп таквих матрица димензије n чини  специјалну ортогоналну групу, познату као  SO(n).

## Ротација у дводимензионалном простору
У дводимензионалном простору вектор нових координата насталих ротацијом одговара множењу матрице ротације и вектора координата:
{\displaystyle {\begin{bmatrix}x'\\y'\\\end{bmatrix}}={\begin{bmatrix}\cos \theta &-\sin \theta \\\sin \theta &\cos \theta \\\end{bmatrix}}{\begin{bmatrix}x\\y\\\end{bmatrix}}}.
На тај начин ротацијом добијају се нове координате (x',y') ротацијом тачке (x, y):
{\displaystyle x'=x\cos \theta -y\sin \theta \,},
{\displaystyle y'=x\sin \theta +y\cos \theta \,}.

## Ротација у тродимензионалном простору
Три основне ротације око   оси x, y и z дане су са:
{\displaystyle {\begin{alignedat}{1}R_{x}(\theta )&={\begin{bmatrix}1&0&0\\0&\cos \theta &-\sin \theta \\[3pt]0&\sin \theta &\cos \theta \\[3pt]\end{bmatrix}}\\[6pt]R_{y}(\theta )&={\begin{bmatrix}\cos \theta &0&\sin \theta \\[3pt]0&1&0\\[3pt]-\sin \theta &0&\cos \theta \\\end{bmatrix}}\\[6pt]R_{z}(\theta )&={\begin{bmatrix}\cos \theta &-\sin \theta &0\\[3pt]\sin \theta &\cos \theta &0\\[3pt]0&0&1\\\end{bmatrix}}.\end{alignedat}}}

## Опште ротације за Ојлерове углове
Општа матрица ротације у тродимензионалном простору може да се добије множењем матрица ротације за три Ојлерова угла α, β и γ (y-x-z конвенција за Ојлерове углове):
{\displaystyle R_{z}(\gamma )\,R_{x}(\beta )\,R_{y}(\alpha )\,\!}
У случају ротације за углове {\displaystyle \;\gamma }, {\displaystyle \;\beta }, {\displaystyle \;\alpha } око оси Z, X, Z (Z, X, Z  конвенција) добија се:
{\displaystyle M(\alpha ,\beta ,\gamma )=M_{z}(\alpha )\cdot M_{x}(\beta )\cdot M_{z}(\gamma )}
{\displaystyle ={\begin{pmatrix}\cos \alpha \cos \gamma -\sin \alpha \cos \beta \sin \gamma &-\cos \alpha \sin \gamma -\sin \alpha \cos \beta \cos \gamma &\sin \alpha \sin \beta \\\sin \alpha \cos \gamma +\cos \alpha \cos \beta \sin \gamma &-\sin \alpha \sin \gamma +\cos \alpha \cos \beta \cos \gamma &-\cos \alpha \sin \beta \\\sin \beta \sin \gamma &\sin \beta \cos \gamma &\cos \beta \end{pmatrix}}}

## Лијева теорија
Скуп матрица ротације димензије n чини  Лијеву групу звану специјална ортогонална група, познату као  SO(n). Са сваком Лијевом групом повезана је Лијева алгебра, тако да у овом случају имамо Лијеву алгебру:
{\displaystyle {\mathfrak {so}}(n),\,\!}
Лијева алгебра у тродимензионалном простору :{\displaystyle {\mathfrak {so}}(3),\,\!} има три генератора:
{\displaystyle A_{\mathbf {x} }={\begin{bmatrix}0&0&0\\0&0&-1\\0&1&0\end{bmatrix}},\quad A_{\mathbf {y} }={\begin{bmatrix}0&0&1\\0&0&0\\-1&0&0\end{bmatrix}},\quad A_{\mathbf {z} }={\begin{bmatrix}0&-1&0\\1&0&0\\0&0&0\end{bmatrix}}.}
Лијеве заграде тих оператора задовољавају следеће релације:
{\displaystyle [A_{\mathbf {x} },A_{\mathbf {y} }]=A_{\mathbf {z} },\quad [A_{\mathbf {z} },A_{\mathbf {x} }]=A_{\mathbf {y} },\quad [A_{\mathbf {y} },A_{\mathbf {z} }]=A_{\mathbf {x} }.}
Произвољна матрица у Лијевој алгебри може да се опише помоћу три генератора као:
{\displaystyle {\begin{aligned}{\tilde {\boldsymbol {\omega }}}&{}=xA_{\mathbf {x} }+yA_{\mathbf {y} }+zA_{\mathbf {z} }\\&{}={\begin{bmatrix}0&-z&y\\z&0&-x\\-y&x&0\end{bmatrix}}.\end{aligned}}}